# Lisivșciîna, Korosten
Lisivșciîna (în ucraineană Лісівщина) este localitatea de reședință a comunei Lisivșciîna din raionul Korosten, regiunea Jîtomîr, Ucraina.

## Demografie
Componența lingvistică a localității Lisivșciîna
     Ucraineană (99,21%)
     Alte limbi (0,79%)
Conform recensământului din 2001, majoritatea populației localității Lisivșciîna era vorbitoare de ucraineană (99,21%), existând în minoritate și vorbitori de alte limbi.